# خفاش مکنده‌پای غربی
خفاش مکنده‌پای غربی (نام علمی: Myzopoda schliemanni) نام یک گونه از سرده مکنده‌پایان است.